# Apanteles erse
Apanteles erse är en stekelart som beskrevs av Nixon 1965. Apanteles erse ingår i släktet Apanteles och familjen bracksteklar. Inga underarter finns listade i Catalogue of Life.